# Crataegus cordata
Crataegus cordata là loài thực vật có hoa trong họ Hoa hồng. Loài này được (Mill.) Aiton mô tả khoa học đầu tiên năm 1789.